# Manduria, Taranto
Manduria är en ort och kommun i provinsen Taranto i regionen Apulien i Italien. Kommunen hade 31 159 invånare (2017).